# گردنبند فیروزه‌ای
گردنبند فیروزه‌ای (انگلیسی: Colierul de turcoaze) یک فیلم اکشن رومانیایی به کارگردانی گئورگه ویتانیدیس است که در سال ۱۹۸۶ به نمایش درآمد.

## چکیده داستان
نماینده بانکهای وین، فون ویلنسدورف (آلکساندرو آرشینل) و دخترش، اورسولا (مارینا پروکوپی)، پس از ورود به قلمرو شاهزاده نشین والاچیا، توسط یک باند مرکب از ۶ تن که با غافلگیر کردن نگهبانان مرزی آنها را بیهوش کرده، دهان و دستهایشان را از پشت بسته بودند، ربوده می‌شود تا باعث درگیری دیپلماتیک شود. کنسول اتریش (ائوسبیو اشتفانسکو) به کاخ شاهزاده نشین می‌آید تا به حاکم گئورگی بیبسکو (ایون بسویو) اعتراض رسمی امپراتور اتریش را ابلاغ و اعلام کند که او فقط یک هفته فرصت دارد تا آدم ربایان را دستگیر و گروگان‌ها را آزاد کند و تهدید می‌کند که در غیر این صورت ارتش اتریش وارد کشورشان خواهد شد…

## بازیگران
- مارگا باربو
- فلورین پی‌یرسیک
- الکساندرو رپان
- یون بسویو
- جورجه موتویی
- ژان کنستانتین
- کنستانتین کودرسکو
- آلکساندرو آرشینل